# Rainer Greschik
Rainer Greschik (23 de agosto de 1943 en Hohenlinde, cerca de Beuthen, provincia de Alta Silesia-23 de enero de 2023 en Berlín) fue un arquitecto y coleccionista alemán de arte africano.

## Vida y carrera
Greschik creció en Baden-Württemberg y estudió arquitectura en la Universidad Técnica de Berlín, donde se graduó como ingeniero diplomado en 1970. Junto con Tilmann Kälberer y Peter Kuhlen, fundó el estu-dio de arquitectura Greschik Kälberer Kuhlen (más tarde GKK + Partner). El estudio se hizo conocido por el diseño de centros escolares y escuelas integrales, así como edificios administrativos y residencia-les.Entre sus obras destacadas se encuentran la IGS Roderbruch en Hannover-Roderbruch (1974), la escuela integral Kikweg en Düsseldorf-Eller (1976), el Hospital Franziskus en Berlín-Tiergarten (1989) y la clínica de rehabilitación Sommerfeld (1997). Él fue uno de los principales representantes del regionalismo crítico.

## Colección de arte africano
A partir de 1992, Greschik comenzó a interesarse profundamente por el arte africano y creó una extensa colección de esculturas de la etnia Lobi. Esta colección se presentó en varias exposiciones, incluida la aclamada exposición "El Descubrimiento del Individuo" en el Museo de Colecciones Municipales en la Armería en Wittenberg (2016/17). Tras la exposición, Rainer Greschik donó al museo una gran colección de esculturas africanas. Después de París, la donación de Greschik significa que Wittenberg cuenta ahora con la mayor colección pública sobre la etnia lobi en Europa.

## Edificios y diseños
- 1974: IGS Roderbruch en Hannover-Roderbruch

- 1976: Colegio Kikweg en Düsseldorf-Eller
- 1985: Urbanización Kantstraße / Uhlandstraße en Berlín-Charlottenburg
- 1986: Oficina Estatal de Trabajo de Múnich
- 1989: Franziskus-Krankenhaus en Berlín-Tiergarten
- 1994: Edificio administrativo Gagfah en Berlín-Wilmersdorf
- 1997: Pabellón deportivo en Grüntaler Straße en Berlín-Wedding[8]
- 1997: Clínica de rehabilitación Sommerfeld, distrito de Oberhavel.
- 2004/2012: Renovación y ampliación de la Hellmuth-Ulrici-Klinik de Sommerfeld

## Publicaciones
- GKK+Partner / Heidenreich, Polensky, Vogel, Zeumer (Hrsg.): Entwürfe für eine Gesamtschule. 1971.
- Senator für Bau- und Wohnungswesen Berlin (Hrsg.): Berufsfeldbezogene Oberstufenzentren Berlin. Wettbewerbsausschreibung mit Beurteilungsverfahren auf Basis der Nutzwertanalyse. Berlin 1975.
- Bundesministerium für Bildung und Wissenschaft (Hrsg.): Überbetriebliche Ausbildungsstätten. Aachen / Bremen 1976.
- Rainer Greschik, Nils Seethaler (Vorwort): Lobi. Westafrikanische Skulpturen aus der Sammlung Greschik. (herausgegeben anlässlich der Ausstellung „Die Entdeckung des Individuums“) Lutherstadt Wittenberg 2016.